# Bling bling
Bling-bling (eller bare bling) er et slangudtryk der bruges i hip hop kulturen, der dækker over prangende smykker og pyntet tilbehør, der er bæres eller er installeret, såsom mobiltelefoner eller tandpynt. Begrebet er ofte forbundet med arbejderklassen og lavere middelklasse eller den nyligt velhavende.